# Lo straniero (Camus)
Lo straniero (L'Étranger) è un romanzo dello scrittore e filosofo francese Albert Camus, pubblicato nel 1942 per Gallimard. Unanimemente considerato dai critici uno dei romanzi capitali della letteratura universale, diede immediata notorietà all'autore.
È la storia di Meursault, un piccolo impiegato che vive ad Algeri, e che conduce, come tanti, un'esistenza chiusa in uno squallido conformismo. Un giorno, quasi per caso, uccide un arabo. Arrestato, egli non tenta neppure di giustificarsi, di difendersi: viene processato e condannato a morte. L'opera affronta vari interrogativi: chi sia Meursault – estraneo a sé stesso – un volgare assassino, un folle o un ribelle; quale significato abbiano il suo gesto e il suo comportamento. Camus racconta la storia di un delitto assurdo e denuncia l'assurdità di vivere e dell'ingiustizia universale. 
Sono tematiche tipiche dell'esistenzialismo, sebbene Camus non si considerò mai un esistenzialista.
Le Monde lo posiziona al 1º posto della classifica dei 100 migliori libri scritti nel ventesimo secolo.

## Trama
L'opera, divisa in due parti, racconta della vita di Meursault, un francese che vive ad Algeri, allora appartenente alla Francia: le vicende sono raccontate in prima persona dal protagonista.

### Parte I
(Albert Camus, Lo straniero)
La vicenda si apre con la morte della madre del protagonista, ospite di un ospizio per anziani fuori città. Il carattere di Meursault viene subito messo in evidenza: sembra non provare alcun tipo di emozione per la madre, rifiuta di vederne le spoglie quando gli viene chiesto dal direttore della casa di riposo, e preferisce bere caffè e fumare vicino alla bara, destando non poca perplessità nelle persone che lo osservano, oltre al fatto che non ricorda nemmeno l’età della madre.
Il giorno dopo il funerale, Meursault inizia una relazione con una donna di nome Marie, sua ex collega di ufficio, incontrata in spiaggia: dopo un bagno, i due vanno al cinema a guardare un film comico di Fernandel. Per quanto Marie sia veramente innamorata di lui e desideri sposarlo, il protagonista prova per lei solo desiderio fisico privo di sentimenti: alla proposta di matrimonio avanzata da Marie, Meursault si dimostra ancora una volta indifferente, dicendo che per lui va bene sposarsi ma non gli farebbe alcuna differenza non farlo affatto. Meursault si ritrova, per una serie di circostanze e senza una volontà precisa, a commettere un omicidio su una spiaggia con la pistola che gli era stata data da un suo amico, Raymond Sintès, il quale pur dichiarandosi un magazziniere è in realtà un lenone e sfruttatore di donne che aveva schiaffeggiato e picchiato la sorella della vittima, provocando in questi un desiderio di vendetta. Lo stesso Meursault, su suggerimento dell'amico, aveva scritto nei giorni addietro una lettera alla donna per convincerla a tornare da Raymond, che intendeva umiliarla.
Raymond invita Meursault e Marie a trascorrere una giornata in spiaggia. Lì si imbattono nel fratello della ragazza umiliata  da Raymond insieme a un altro arabo. Gli arabi affrontano Raymond e Meursault, e il fratello della ragazza ferisce Raymond con un coltello prima di scappare. Più tardi, Meursault torna lungo la spiaggia da solo, armato di una pistola che aveva preso a Raymond per impedirgli di agire in modo avventato, e incontra di nuovo il fratello della ragazza. Disorientato e come in trance, Meursault spara quando l'arabo estrae un coltello. Nonostante sia già morto, Meursault infierisce sull'uomo con altri quattro colpi di pistola.

### Parte II
Meursault viene messo in prigione per il suo crimine e durante il lungo processo viene discusso, più che l'assassinio, il fatto che l'imputato sembri non provare alcun tipo di rimorso per quello che ha fatto, tanto da risultare un processo morale più che giuridico: il pubblico ministero nella sua requisitoria finale afferma che Meursault va punito in quanto il reato da lui commesso non è di certo meno grave del parricidio perpetrato da un uomo per il quale si tiene un processo quello stesso giorno; non è tanto l'aver ucciso un uomo che desta stupore, ma tutte le stravaganti iniziative mosse dell'imputato: ad esempio il fatto che il giorno successivo alla morte della madre sia andato a vedere un film comico al cinema con una donna conosciuta poche ore prima, come se nulla fosse accaduto. Malgrado i tentativi dell'avvocato difensore, assegnatogli d'ufficio, e vista anche la poca collaborazione dell'imputato che, forse anche un po' per inettitudine, non difende o giustifica nemmeno sé stesso (non fornisce spiegazioni nemmeno degli avvenimenti, che vengono usati contro di lui per accusarlo di aver premeditato l'omicidio), alla fine il protagonista viene condannato a morte. Egli non tenta nemmeno di trovare il perdono attraverso Dio, che considera una "perdita di tempo", rifiutando il conforto di un prete: nel tentativo di rigettare la proposta del cappellano di convertirlo alla fede cristiana rinnegando il suo ateismo, e quindi anche la sua apatia, Meursault ha un accesso di rabbia e, venendo alle mani col prete, sfoga su di lui tutte le sue frustrazioni, mostrandogli quanto possa essere assurda la condizione umana; esprime così nelle sue parole tutta la sua angoscia personale, causata dalla sua esasperata ricerca della libertà, non reggendo al peso della sua esistenza e delle sue responsabilità. Nessuno, secondo lui, ha il diritto di giudicarlo per le sue azioni o per quello che è, e nessuno, quindi, può arrogarsi il diritto di giudicare un altro uomo. Il racconto si chiude con Meursault che realizza quanto l'universo stesso sembri indifferente rispetto all'umanità (nel riconoscere così simile a lui e così fraterno la «tenera indifferenza del mondo», Meursault sente di essere ancora felice); ed è proprio in una delle notti precedenti all'esecuzione capitale, una delle tante nelle quali prova a non dormire per evitare che qualcuno lo svegli per portarlo al patibolo, che il giovane sembra trovare finalmente un momento di felicità nella sua indifferenza verso il mondo e nella mancanza di significato e senso che egli riscontra in tutto ciò che lo circonda. A questo punto si sente pronto a morire e spera persino che alla sua esecuzione sia presente una folla numerosa e piena di odio verso di lui.

## Critica
Nel 1956, Carl Albert Viggiani analizzando l'opera ha scritto: "All'apparenza Lo straniero sembra un libro estremamente semplice ma scritto e pianificato molto attentamente. In realtà, è una creazione densa e ricca, piena di significati sconosciuti e qualità formali. Ci vorrebbe un libro almeno della lunghezza del romanzo per fare un'analisi completa del significato e della forma e le corrispondenze di significato e forma, ne Lo straniero".

## Versioni cinematografiche
Il romanzo è stato portato sugli schermi la prima volta nel 1967 in una versione cinematografica diretta da Luchino Visconti.

## Traduzioni italiane
- Lo straniero, traduzione di Alberto Zevi, Collana Pegaso letterario: Opere brevi di varia letteratura n.5, Milano, Bompiani, 1947,  p. 118.
- Lo straniero, traduzione di Sergio Claudio Perroni, introduzione di Roberto Saviano, Collana I grandi tascabili, Milano, Bompiani, 2015,  p. 157, ISBN 978-88-452-7763-4.

## Disseminazione
- La prima pubblicazione del gruppo musicale The Cure nel 1978 fu Killing an Arab, ispirata al romanzo.
- Il romanzo Il caso Meursault, dello scrittore algerino Kamel Daoud riprende la storia: qui il punto narrante è quello del fratello dell'arabo ucciso.
- I Tuxedomoon hanno citato il libro nel brano L'étranger / The stranger, uscito sia come singolo nel 1979 sia contenuto nel doppio EP Suite en Sous-Sol del 1982; il brano inizia con la lettura in francese dell'incipit del romanzo, per poi riprenderne la storia nel testo.
- Nella quinta stagione della serie tv Gossip Girl, il principe Louis regala una copia del romanzo a Dan Humphrey per ringraziarlo di aver scritto le promesse di nozze al posto suo.
- Mistral, uno degli antagonisti del videogioco "Metal Gear Rising Revengeance' è un palese omaggio all'opera di Camus, non solo per la sua arma chiamata con lo stesso nome del titolo del romanzo, ma anche per la sua origine franco-algerina e la sua mancanza di effettive emozioni.